# William Maxwell, 5. Earl of Nithsdale
William Maxwell, 5. Earl of Nithsdale (* 1676; † 20. März 1744 in Rom), war ein schottischer Adliger.

## Leben
Sein Vater war Robert Maxwell, 4. Earl of Nithsdale; seine Mutter war Lucy Douglas, einer Tochter von William Douglas, 1. Marquess of Douglas. Die Titel seines Vaters übernahm er de jure mit dessen Tod im Jahr 1683, dessen Adelstitel als 5. Earl of Nithsdale, 13. Lord Maxwell und 9. Lord Herries of Terregles; diese wurden ihm de facto aber erst am 26. Mai 1696 sowie am 19. Mai 1698 bestätigt.
Während des Ersten Jakobitenaufstandes stand er auf Seite von James Stuart, dem „Old Pretender“. Im November 1715 wurde er bei Preston gefangen genommen und in den Tower of London gebracht. Dort wurde er am 19. Januar 1716 wegen Hochverrats schuldig gesprochen; am 9. Februar wurde mit der Todesstrafe die Höchststrafe festgesetzt. Mit diesem Urteil wurden zugleich alle Titel und Ehren aberkannt, alle Ländereien fielen an die Krone. Mit Hilfe seiner Frau gelang ihm am 23. Februar 1716 die Flucht; als Bedienstete des venezianischen Botschafters konnten sich beide nach Frankreich absetzen. Auch wenn ihm am 31. Dezember 1716 noch die jakobitische Form des Ordens der Distel verliehen wurde, den Rest seines Lebens verbrachte er in Armut.
Durch seine Ehe, geschlossen am 2. März 1699 in Paris mit Lady Winifred Herbert († 1749), einer Tochter von William Herbert, 1. Marquess of Powis, hatte er eine Tochter; Anne sowie einen Sohn; William. Dieser führte die Titel seines Vaters ab 1716 widerrechtlich weiter, bis ihm dies durch königliche Anordnung am 12. Februar 1741 bei Strafandrohung verboten wurde.